# Famuła
Famuły – łódzkie domy familijne.

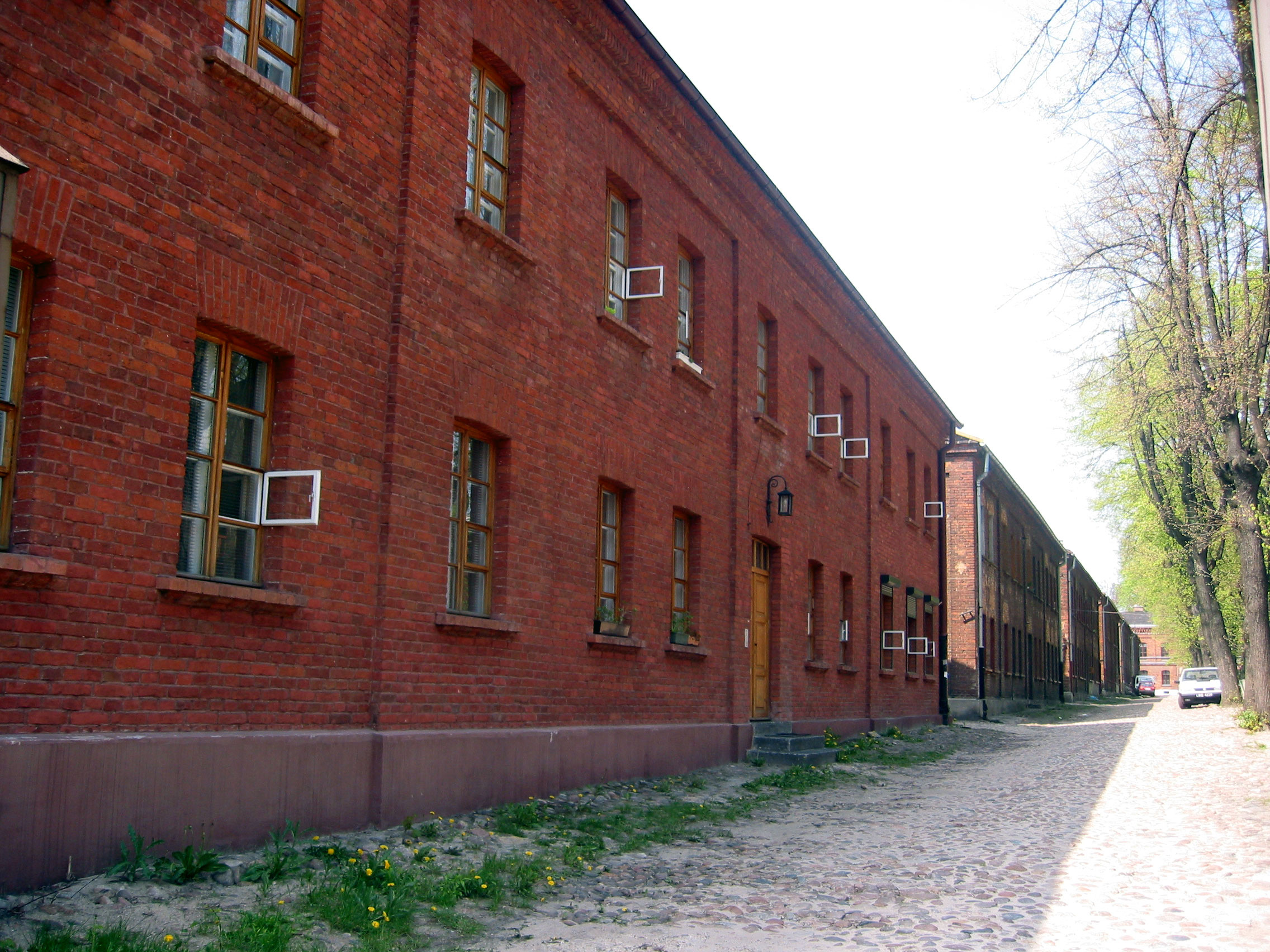
Famuły na Księżym Młynie – widok współczesny

Cechą charakterystyczną budynków są dwie lub trzy kondygnacje. Ponadto ceglane budynki mają wspólne klatki schodowe i toalety. Przeciętne mieszkanie ma około 35 m² powierzchni i składa się z pokoju, kuchni i spiżarni. 
Łódzkie domy familijne zostały ufundowane przez największych łódzkich fabrykantów, Scheiblera i Grohmanna oraz Poznańskiego. Wybudowali oni famuły dla robotników pracujących w ich zakładach. 
Największe skupisko domów familijnych znajduje się na Księżym Młynie. W 6 widzewskich koloniach znajdują się 83 domy liczące łącznie 1147 mieszkań. Atutem łódzkich famuł są nienaruszone wnętrza i fasady, jak również zachowany do dziś układ urbanistyczny z końca XIX wieku. 
Księży Młyn był wówczas wzorcowym osiedlem na skalę całej Łodzi, panował tu ład i porządek. Władze spółki zarządzającej pobliskimi fabrykami, przeznaczały duże sumy pieniężne na funkcjonowanie osiedli famuł. Pokrywano koszty napraw i remontów, koszty wywożenia śmieci, oświetlenia.

## Kompleksy famuł
- domki kunitzerowskie
- Księży Młyn